# Thomas Mitchell
Pour les articles homonymes, voir Thomas Mitchell (explorateur) et Mitchell.
Thomas Mitchell, né le 11 juillet 1892 à Elizabeth, au New Jersey (États-Unis), et mort le 17 décembre 1962 à Beverly Hills (Californie), est un acteur américain.

## Biographie
Excellent comédien de second plan, il mit son allure débonnaire au service d'une grande variété de rôles dans des films aussi importants que Place aux jeunes (1937), Autant en emporte le vent, Quasimodo, Monsieur Smith au Sénat (tous trois en 1939), et La vie est belle (1946). Il a été en outre récompensé de l'Oscar du meilleur acteur dans un second rôle en 1939 pour l'interprétation de Doc Boone dans La Chevauchée fantastique de John Ford. Il fut également avec Walter Huston la co-vedette du western d'Howard Hughes qui lança avec scandale la carrière de Jane Russell, Le Banni (1943).
Fait méconnu : après Bert Freed, qui le joua d'abord dans un épisode télévisé datant déjà de 1960, Thomas Mitchell reprit sur les planches le rôle mythique du lieutenant Columbo, quelques années avant que ce personnage ne fasse la gloire de Peter Falk à la télévision. Ce fut d'ailleurs le tout dernier rôle de sa carrière, car c'est durant cette même tournée théâtrale qu'il succomba à un cancer à l'âge de 70 ans en 1962.
Il fut marié avec Rachel Hartzell (1908-1954), puis Ann Stuart Breswer (1891-1974).

## Filmographie

### Au cinéma
- 1923 : Vivons cachés (Six Cylinder Love) d'Elmer Clifton
- 1936 : L'Obsession de madame Craig (Craig's Wife) de Dorothy Arzner : Fergus Passmore
- 1936 : Aventure à Manhattan (Adventure in Manhattan) d'Edward Ludwig : Phil Bane
- 1936 : Théodora devient folle (Theodora goes wild) de Richard Boleslawski : Jed Waterbury
- 1937 : Hurricane de John Ford
- 1937 : Échec au crime (I Promise to Pay) de D. Ross Lederman
- 1937 : Life Begins with Love de Ray McCarey
- 1937 : Man of the People d'Edwin L. Marin
- 1937 : Les Horizons perdus (Lost Horizon) de Frank Capra : Henry Barnard
- 1937 : Place aux jeunes (Make Way for Tomorrow) de Leo McCarey
- 1937 : Le Cœur en fête (When You're in Love) de Robert Riskin : Hank Miller
- 1938 : Love, Honor and Behave de Stanley Logan
- 1938 : La Femme aux cigarettes blondes (Trade Winds) de Tay Garnett : Commissioner Blackton
- 1939 : Monsieur Smith au Sénat de Frank Capra : Diz Moore
- 1939 : Seuls les anges ont des ailes de Howard Hawks : Kid Dabb
- 1939 : La Chevauchée fantastique de John Ford : Doc Boone
- 1939 : Autant en emporte le vent de Victor Fleming : Gerald O'Hara
- 1939 : Quasimodo de William Dieterle : Clopin
- 1940 : Le Robinson suisse (Swiss Family Robinson)
- 1940 : L'Ange de Broadway (Angels over Broadway) de Ben Hecht et Lee Garmes : Gene Gibbons
- 1940 : Les Hommes de la mer (The Long Voyage Home) de John Ford : Driscoll
- 1940 : Our Town de Sam Wood
- 1940 : Three Cheers for the Irish de Lloyd Bacon : Peter Casey
- 1941 : Out of the Fog d'Anatole Litvak
- 1942 : Jeanne de Paris (Joan of Paris) de Robert Stevenson : le père Antoine
- 1942 : Filles des îles (Song of the Islands), de Walter Lang : Dennis O'Brien
- 1942 : La Péniche de l'amour (Moontide) de Archie Mayo : Tiny
- 1942 : Âmes rebelles (This Above All) d'Anatole Litvak : Cpl. 'Monty' Montague
- 1942 : Six Destins (Tales of Manhattan)  de Julien Duvivier : John Halloway
- 1942 : Le Cygne noir  de Henry King : Tom Blue
- 1943 : Obsessions (Flesh and Fantasy) de Julien Duvivier : Septimus Podgers
- 1943 : Aventure en Libye (The Immortal sergeant) de John M. Stahl : Sgt. Kelly
- 1943 : Le Banni de Howard Hughes : Pat Garrett
- 1943 : Bataan de Tay Garnett
- 1944 : Buffalo Bill de William A. Wellman : Ned Buntline
- 1944 : Le Président Wilson (Wilson) de Henry King
- 1944 : J'avais cinq fils (The Sullivans) de Lloyd Bacon
- 1944 : Eaux dormantes (Dark Waters) d'André de Toth  : Mr Sydney
- 1944 : Les Clés du royaume (The Keys of the Kingdom) de John M. Stahl : Willie Tulloch
- 1945 : L'Aventure (Adventure) de Victor Fleming : Mudgin
- 1945 : Capitaine Eddie (Captain Eddie) de Lloyd Bacon : Ike Howard
- 1946 : La vie est belle de Frank Capra : oncle Billy
- 1946 : La Double Énigme (The Dark Mirror) de Robert Siodmak : Lt. Stevenson
- 1947 : L'Heure du pardon (The Romance of Rosy Ridge) de Roy Rowland : Gill MacBean
- 1947 : L'Île enchantée (High Barbaree) de Jack Conway : Capt. Thad Vail
- 1948 : La Rivière d'argent (Silver River) de Raoul Walsh : John Plato Beck
- 1949 : Un pacte avec le diable (Alias Nick Beal) de John Farrow : Joseph Foster
- 1949 : Le Grand Départ (The Big Wheel) d'Edward Ludwig
- 1951 : Journey into Light, de Stuart Heisler
- 1952 : Le train sifflera trois fois (High Noon) de Fred Zinnemann : le maire, Jonas Henderson
- 1954 : Le Secret des Incas (Secret of the Incas) de Jerry Hopper : Ed Morgan
- 1954 : Le Nettoyeur (Destry) de George Marshall : Reginald T. 'Rags' Barnaby
- 1956 : La Cinquième Victime (While the City Sleeps) de Fritz Lang : John Day Griffith
- 1960 : Too Young to Love de Muriel Box
- 1961 : Par l'amour possédé (By Love Possessed) de John Sturges : Noah Tuttle
- 1961 : Milliardaire pour un jour de Frank Capra : juge Henry G. Blake

### À la télévision
- 1951 : Tales of Tomorrow (série télévisée)
- 1960 : Les Incorruptibles Banque privée
- 1961 : Aventures dans les îles, série créée par  James A. Michener